# Eragrostis hispida
Eragrostis hispida là một loài thực vật có hoa trong họ Hòa thảo. Loài này được K.Schum. mô tả khoa học đầu tiên năm 1895.